# Areobindo Dagalaifo Areobindo
Flavio Areobindo Dagalaifo Areobindo (latino: Flavius Areobindus Dagalaiphus Areobindus; fl. 502–512) è stato un politico e generale bizantino.
Rampollo di due influenti famiglie dell'epoca, Areobindo fu generale delle forze romane nella guerra contro i nemici di sempre, i Sasanidi, con alterne fortune. In occasione del consolato del 506 fece scolpire una serie di dittici consolari di cui si sono conservati diversi esemplari. Nel 512 gli fu offerta la porpora dalla popolazione di Costantinopoli, ma Areobindo non colse l'opportunità.

## Biografia

### Legami familiari
Areobindo aveva legami di parentela con famiglie importanti, che avevano dato alti funzionari all'apparato imperiale.
Figlio di Dagalaifo (console nel 461), era dunque nipote del generale di origine gota Areobindo (console nel 434); da parte della madre Godistea era nipote di Ardaburio (console nel 477) e bisnipote del generale di stirpe alana Ardaburio Aspare (console nel 434 e collega di Areobindo).
Divenne parente dell'imperatore romano d'Occidente Anicio Olibrio sposandone la figlia Anicia Giuliana, da cui ebbe Olibrio (console nel 491).

### Guerra contro i Persiani

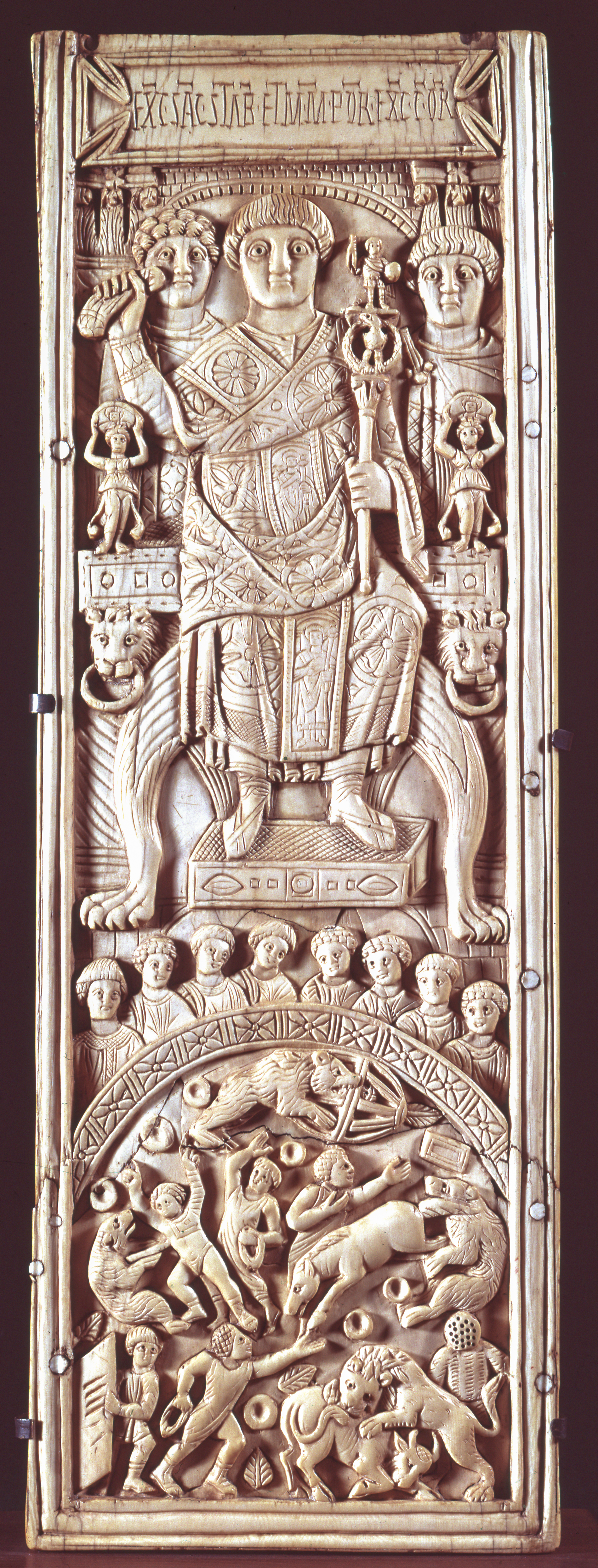
Foglia del dittico consolare, in cui Areobindo è raffigurato mentre dà inizio ai giochi circensi celebrativi del suo consolato e raffigurati nel registro inferiore.

Fu Comes sacri stabuli, poi magister militum per Orientem nel 503-505; in questa veste fu uno dei comandanti romani in occasione della guerra romano-sasanide del 502-506, inviatovi nel 503, assieme a Celere e Patricio, a sostituire altri generali fallimentari, tra cui Ipazio.
Nel maggio 503, accampato con 12000 uomini a Dara, venne attaccato da un esercito persiano proveniente da Singara: inizialmente Areobindo sconfisse il nemico e lo inseguì fino a Nisibis, dove non riuscì a sconfiggerli; ma poi i Persiani ricevettero rinforzi da Unni e Arabi e Areobindo fu costretto a ritirarsi, prima a Constantina e poi a Edessa (luglio 503).
Tra agosto e settembre venne assediato ad Edessa dall'imperatore sasanide Kavad I; Areobindo cercò di corrompere il sovrano sasanide, affinché togliesse l'assedio, ma senza successo. Quando il re si ritirò, Areobindo premiò gli abitanti della zona che erano rimasti fedeli.
Nell'estate 504 Areobindo attaccò l'Armenia, all'epoca sotto il controllo persiano, devastandola senza incontrare ostacoli; poi raggiunse Nisibis, dove pose un agguato, e da qui ritornò ad Amida.
Alla fine delle ostilità, nell'inverno 504/505, tornò ad Antiochia di Siria, per svernare. Cedette il titolo di magister militum nella primavera 505 a Faresmane. Nel 506 fu console in Oriente, con Flavio Ennodio Messala collega in Occidente: si trattò del suo secondo consolato, in quanto in precedenza aveva tenuto un consolato onorifico.

### Rivolta del 512
Nel 512 Areobindo era a Costantinopoli con la moglie Giuliana. La popolazione della capitale, ostile all'imperatore Anastasio I per la sua politica religiosa contro gli ortodossi, si sollevò. I ribelli scelsero Areobindo come proprio candidato al trono, andarono a cercarlo a casa di Giuliana ma non lo trovarono poiché era riuscito ad allontanarsi e a nascondersi.

## Dittico consolare
Sono conservati alcuni esemplari del dittico consolare di Areobindo, dal quale è possibile ricavare la sua carriera; si tratta di due copie integrali, una conservata a Lucca (CIL XI, 8137) e una a Zurigo (CIL XIII, 5245), e due parziali, conservate a Besançon e Parigi (CIL XIII, 10032).
Il dittico è composto da due foglie, raffiguranti il console mentre inaugura i giochi da lui organizzati. Una tabula ansata reca il nome del console su di una foglia e i suoi titoli sull'altra. Sotto c'è il console, seduto su di una sedia decorata con teste di leone, che dà inizio ai giochi. Sotto ci sono scene dai giochi: una foglia raffigura la folla del circo di Costantinopoli mentre alcuni acrobati compiono evoluzioni davanti a degli orsi; l'altra foglia mostra dei bestiarii che tengono a bada dei leoni con le lance.